# Şirintepe, Kâğıthane
Şirintepe là một xã thuộc huyện Kâğıthane, tỉnh Istanbul, Thổ Nhĩ Kỳ.